# Andrej Plenković
Andrej Plenković (Zagreb, 8. travnja 1970.), hrvatski političar, pravnik i diplomat, 12. predsjednik Vlade Republike Hrvatske od listopada 2016. te predsjednik Hrvatske demokratske zajednice od srpnja 2016. godine. 2024. godine postao je prvim predsjednikom Vlade koji je na tu dužnost izabran po treći put.
Nakon što je 1993. diplomirao na Pravnome fakultetu Sveučilišta u Zagrebu, Plenković je obnašao razne dužnosti u Ministarstvu vanjskih i europskih poslova. Nakon završenoga poslijediplomskog studija međunarodnog prava 2002. godine obnašao je dužnost zamjenika šefa misije Republike Hrvatske pri Europskoj uniji. Od 2005. do 2010. godine bio je zamjenik hrvatskog veleposlanika u Francuskoj, da bi potom tu dužnost napustio i postao državni tajnik za europske integracije. Potom je 2011. godine izabran u Hrvatski sabor.
Za predsjednika HDZ-a izabran je 2016. nakon ostavke Tomislava Karamarka. Plenković je doveo svoju stranku do većine zastupničkih mjesta na parlamentarnim izborima 2016. Predsjednikom hrvatske Vlade imenovala ga je predsjednica Kolinda Grabar-Kitarović 10. listopada 2016. nakon što joj je predao 91 potpis potpore saborskih zastupnika. Njegov kabinet potvrđen je glasovanjem u Saboru 19. listopada s većinom od 91 od 151 zastupnika. Njegov prvi kabinet imao je 20 ministara, dok drugi kabinet ima 16 ministara.
Jedan je od samo dvojice hrvatskih premijera (uz Ivu Sanadera) koji su osvojili više od jednog mandata, pobijedivši na općim izborima 2016. i 2020. Također je, uz Ivicu Račana i Sanadera, jedan od trojice premijera koji su bio na čelu više od jednoga vladinog kabineta. Nadalje, 4. svibnja 2022. Plenković je nadmašio Sanaderov mandat i tako postao najdugovječniji premijer u povijesti Hrvatske.
Njegovu je Vladu obilježio prvotni gospodarski rast, otvorenje Pelješkog mosta 2022., ulazak u Schengen i Eurozonu 2023., kupnja francuskih borbenih zrakoplova Rafale, ali i niz korupcijskih afera, nagli porast inflacije od 2021., pokušaji gušenja medijske slobode (tzv. »Lex AP«) i kontroverzni izbor Ivana Turudića na mjesto glavnog državnog odvjetnika.

## Obrazovanje
Pravni fakultet u Zagrebu upisao je 1988., a diplomirao 1993. godine na temu Institucije Europske zajednice i proces donošenja odluka na Katedri međunarodnog javnog prava kod profesorice Nine Vajić, bivše sutkinje Europskog suda za ljudska prava u Strasbourgu. Tijekom studija radio je kao prevoditelj volonter u Promatračkoj misiji Europske zajednice u Hrvatskoj 1991./92.
Za vrijeme studija aktivno sudjeluje u radu Europske udruge prava studenata (ELSA). 1991. godine postaje predsjednik ELSA-e Zagreb, 1992. predsjednik ELSA-e Hrvatske, a 1993. predsjednik Međunarodnog odbora ELSA-e sa sjedištem u Bruxellesu. U tom razdoblju sudjeluje na brojnim međunarodnim konferencijama diljem Europe i SAD-a te organizira nekoliko stručnih skupova u Hrvatskoj. Studentsku praksu obavio je 1992. u odvjetničkoj tvrtki Stephenson Harwood u Londonu.[nedostaje izvor] Na stažu u Europskoj pučkoj stranci u Europskom parlamentu (u okviru Zaklade Robert Schuman) boravio je 1993. te 1994. godine, kao i u hrvatskoj Misiji pri Europskim zajednicama.
Godine 1997. polaže državni stručni ispit, a 1999. savjetnički ispit pri Ministarstvu vanjskih poslova. 2002. godine magistrirao je međunarodno pravo s magistarskim radom Subjektivitet EU i razvoj Zajedničke vanjske i sigurnosne politike. Iste godine položio je i pravosudni ispit. Tečno govori engleski, francuski i talijanski jezik.

## Diplomatska karijera
Od 1994. do 2002. radi kao diplomat u Ministarstvu vanjskih poslova na nizu funkcija. Između ostaloga, načelnik je Odjela za europske integracije, savjetnik ministra za europske poslove, član Pregovaračkog tima za Sporazum o stabilizaciji i pridruživanju između RH i EU. 
Od 2002. do 2005. obnaša dužnost zamjenika šefa hrvatske Misije pri Europskoj uniji u Bruxellesu, gdje je zadužen za koordinaciju političkih aktivnosti Misije te pripremu podnošenja zahtjeva Hrvatske za članstvo u Europskoj uniji. Od 2005. do 2010. zamjenik je veleposlanika u Francuskoj. 
U travnju 2010. postaje državni tajnik za europske integracije u Vladi gdje upravlja radom Ministarstva na političkim i gospodarskim odnosima s članicama Unije do prosinca 2011., a ima i istaknutu ulogu u kampanji za referendum o pristupanju Europskoj uniji. Kao državni tajnik, obnaša i dužnost nacionalnog koordinatora za Dunavsku strategiju EU.

## Politički angažman
Bio je voditelj predsjedničke kampanje Mate Granića na predsjedničkim izborima 2000., s kojim se pojavio i u dokumentarnome filmu Igora Mirkovića i Rajka Grlića Novo, novo vrijeme.
Od 22. prosinca 2011. do 1. srpnja 2013. zastupnik je HDZ-a u Hrvatskom saboru. Supredsjedatelj je Zajedničkog parlamentarnog odbora Hrvatskog sabora i Europskog parlamenta te član saborskih odbora za vanjsku politiku, za europske integracije, za pravosuđe, za zaštitu okoliša te za međuparlamentarnu suradnju. Odlukom Hrvatskoga sabora, od travnja 2012. do srpnja 2013. jedan je od 12 hrvatskih zastupnika promatrača u Europskom parlamentu.
Od 1. srpnja 2013. zastupnik je HDZ-a u Europskom parlamentu i član Kluba zastupnika Europske pučke stranke. U Strasbourgu je 2. srpnja 2013. govorio kao prvi zastupnik iz Hrvatske na plenarnoj sjednici Europskog parlamenta. Član je Odbora za proračun i Odbora za ustav Europskog parlamenta, kao i Izaslanstva za odnose sa zemljama jugoistočne Europe, a sudjeluje i u radu niza drugih odbora.
U rujnu 2016. HDZ i Plenković su na izborima za zastupnike u Hrvatski sabor ostvarili relativnu pobjedu, stoga je predsjednica Kolinda Grabar-Kitarović 10. listopada 2016. dala Plenkoviću mandat za sastavljanje 14. Vlade RH.
Nakon pobjede HDZ-a na izborima za Sabor održanima u srpnju 2020. godine, predsjednik Zoran Milanović je 16. srpnja 2020. dao Plenkoviću mandat za sastavljanje 15. Vlade RH.

## Privatni život
Rođen je 8. travnja 1970. u Zagrebu u obitelji pokojnoga oca Marija Plenkovića, bivšega profesora na Fakultetu političkih znanosti (1980. – 1998.), potom na Grafičkom fakultetu u Zagrebu, podrijetlom iz naselja Svirče na otoku Hvaru te majke Vjekoslave Raos Plenković, po zanimanju kardiologinje rodom iz Makarske.
Plenković je oženjen pravnicom Anom Maslać te ima troje djece: sinove Ivana i Marija te kći Milu.

## Vanjske poveznice
- Službene stranice
- Profil na stranicama Europskog parlamenta